# Сергиу, Константинос
Константи́нос Серги́у (греч. Κωνσταντίνος Σεργίου; род. 2 октября 2000, Кипр) — кипрский футболист, защитник клуба «Неа Саламина» и молодёжной сборной Кипра.

## Клубная карьера
Является воспитанником футбольного клуба «Неа Саламина», с которым он подписал первый профессиональный контракт в 2017 году. Дебютировал в кипрском чемпионате Кипра 21 мая в матче с «Доксой», выйдя на поле в стартовом составе.
7 сентября 2019 года для получения игровой практики был отправлен в годичную аренду в клуб второго дивизиона — «Айя Напу». В его составе принял участие в 15 играх, в которых забил один мяч. По окончании аренды вернулся в «Неа Саламину».

## Карьера в сборной
Выступал за различные юношеские и молодёжные сборные Кипра. 9 августа 2016 года дебютировал за юношескую сборную до 17 лет в товарищеском матче с Фарерами. Затем принимал участие в отборочном турнире к юношескому чемпионату Европы в Хорватии.
В составе сборной до 19 лет принимал участие в отборочных турнирах к юношеским чемпионатам Европы 2018 и 2019 годов.
3 июня 2019 года дебютировал за молодёжную сборную в товарищеской встрече с Украиной, выйдя на поле после перерыва.

## Статистика выступлений

### Клубная статистика
| Выступление      | Выступление      | Выступление      | Лига | Лига | Кубки | Кубки | Конт.кубки | Конт.кубки | Итого | Итого |
| Клуб             | Лига             | Сезон            | Игры | Голы | Игры  | Голы  | Игры       | Голы       | Игры  | Голы  |
| ---------------- | ---------------- | ---------------- | ---- | ---- | ----- | ----- | ---------- | ---------- | ----- | ----- |
| Неа Саламина     | Дивизион А       | 2016/17          | 1    | 0    | 0     | 0     | 0          | 0          | 1     | 0     |
| Неа Саламина     | Дивизион А       | 2017/18          | 15   | 0    | 4     | 0     | 0          | 0          | 19    | 0     |
| Неа Саламина     | Дивизион А       | 2018/19          | 4    | 0    | 0     | 0     | 0          | 0          | 4     | 0     |
| Неа Саламина     | Дивизион А       | 2019/20          | 0    | 0    | 0     | 0     | 0          | 0          | 0     | 0     |
| Неа Саламина     | Дивизион А       | 2020/21          | 1    | 0    | 0     | 0     | 0          | 0          | 1     | 0     |
| Неа Саламина     | Итого            | Итого            | 21   | 0    | 4     | 0     | 0          | 0          | 25    | 0     |
| Айя Напа         | Дивизион В       | 2019/20          | 15   | 1    | 0     | 0     | 0          | 0          | 15    | 1     |
| Айя Напа         | Итого            | Итого            | 15   | 1    | 0     | 0     | 0          | 0          | 15    | 1     |
| Всего за карьеру | Всего за карьеру | Всего за карьеру | 36   | 1    | 4     | 0     | 0          | 0          | 40    | 1     |